# Michel Bernheim
Michel Bernheim anche Michel Paul Bernheim (Parigi, 17 gennaio 1908 – Parigi, 20 aprile 1985) è stato un regista e direttore della fotografia francese.
Ha avuto un riconoscimento come Miglior film straniero alla 3ª Mostra internazionale d'arte cinematografica di Venezia Marie des Angoisses (1935)

## Filmografia

### Regista
- Panurge (1932)
- Marie des Angoisses (1935)
- Le roman d'un spahi (1936)
- Police mondaine co-regia di Christian Chamborant (1937)
- L'Ange que j'ai vendu (1938)
- Le Gouffre de la Pierre Saint-Martin - cortometraggio documentario (1953)
- Foreign Intrigue (serie TV episodio: The Flight to Geneva) (1953)

### Direttore della fotografia
- Le Sous-marin de cristal, regia di Marcel Vandal (1927)
- L'acqua del Nilo (L'Eau du Nil), regia di Marcel Vandal (1928)